# Veli Maj
Veli Maj (en italien : Maggio) est une localité de Croatie située en Istrie, dans la municipalité de Poreč, dans le comitat d'Istrie.